# Абі-ешу
Абі-ешу (A-bi-ši або E-bi-šum) — цар Вавилона, правив приблизно у 1712-1684 до н. е., з I Вавилонської (аморейської) династії. Син царя Самсу-ілуна.
У 1711 до н. е. скориставшись смертю Самсу-ілуна, Еламський цар Кутір-Нуххунте I напав на Межиріччя та вивіз у Сузи багату здобич, зокрема статую месопотамської богині родючості і перемоги Нанайї. В Месопотамію її повернув тільки ассирійський цар Ашшурбаніпал через багато років в 646 до н. е..
Взагалі про час його правління мало що відомо. Відомо про очищення та оновлення каналів і спорудження на них нових містечок, про звичайні піднесення в храми, проголошення «справедливості» і т. д.
Продовжував вести війну з царем Примор'я Іліманом, що знаходяться в союзі з Еламом, але безрезультатно. Згадується також війна з каситами. Але абсолютно неможливо вказати на яку територію поширювалася влада Абі-ешу.
Правив Абі-ешу 28 років.